# Orobanche ingens
Orobanche ingens là loài thực vật có hoa thuộc họ Cỏ chổi. Loài này được (Beck) Tzvelev mô tả khoa học đầu tiên năm 1990.